# Championnat du monde des rallyes 1998
Navigation
1997 1999

## Épreuves
|                 |                          |                     |                       |
| Noir = Asphalte | Marron = Terre / Gravier | Bleu = Neige/ glace | Rouge = Surface mixte |

## Calendrier / Résultats
Résultats détaillés sur : juwra.com : résultats détaillés 1998
| Manche | Dates         | Rallye                     | Vainqueur     | Voiture                     |
| ------ | ------------- | -------------------------- | ------------- | --------------------------- |
| 01     | 18/01 -21/01  | Rallye Monte-Carlo         | Carlos Sainz  | Toyota Corolla WRC          |
| 02     | 06/02 - 08/02 | Rallye de Suède            | Tommi Mäkinen | Mitsubishi Lancer Evo IV    |
| 03     | 28/02 - 02/03 | Rallye Safari              | Richard Burns | Mitsubishi Lancer Evo IV    |
| 04     | 22/03 - 25/03 | Rallye du Portugal         | Colin McRae   | Subaru Impreza WRC          |
| 05     | 19/04 - 22/04 | Rallye de Catalogne        | Didier Auriol | Toyota Corolla WRC          |
| 06     | 03/05 - 06/05 | Tour de Corse              | Colin McRae   | Subaru Impreza WRC          |
| 07     | 19/05 - 23/05 | Rallye d'Argentine         | Tommi Mäkinen | Mitsubishi Lancer Evo V     |
| 08     | 06/06 - 09/06 | Rallye de l'Acropole       | Colin McRae   | Subaru Impreza WRC          |
| 09     | 24/07 - 27/07 | Rallye de Nouvelle-Zélande | Carlos Sainz  | Toyota Corolla WRC          |
| 10     | 20/08 - 23/08 | Rallye de Finlande         | Tommi Mäkinen | Mitsubishi Lancer Evo V     |
| 11     | 10/10 - 14/10 | Rallye Sanremo             | Tommi Mäkinen | Mitsubishi Lancer Evo V     |
| 12     | 05/11 - 08/11 | Rallye d'Australie         | Tommi Mäkinen | Mitsubishi Lancer Evo V     |
| 13     | 21/11 - 24/11 | Rallye de Grande-Bretagne  | Richard Burns | Mitsubishi Carisma GT Evo V |

## Classements

### Système de points en vigueur
| 10 pts | 6 pts | 4 pts | 3 pts | 2 pts | 1 pt |

| 10 pts | 6 pts | 4 pts | 3 pts | 2 pts | 1 pt |

### Classement constructeurs
| Classement constructeurs | Classement constructeurs | Classement constructeurs | Classement constructeurs | Classement constructeurs | Classement constructeurs | Classement constructeurs | Classement constructeurs | Classement constructeurs | Classement constructeurs | Classement constructeurs | Classement constructeurs | Classement constructeurs | Classement constructeurs | Classement constructeurs | Classement constructeurs | Classement constructeurs |
| Rang                     | Constructeur             | MON                      | SWE                      | KEN                      | POR                      | ESP                      | FRA                      | ARG                      | GRE                      | NZL                      | FIN                      | ITA                      | AUS                      | GBR                      | Total                    |                          |
| ------------------------ | ------------------------ | ------------------------ | ------------------------ | ------------------------ | ------------------------ | ------------------------ | ------------------------ | ------------------------ | ------------------------ | ------------------------ | ------------------------ | ------------------------ | ------------------------ | ------------------------ | ------------------------ | ------------------------ |
| 1                        | Mitsubishi               | 2                        | 10                       | 10                       | 3                        | 7                        | -                        | 13                       | -                        | 4                        | 12                       | 10                       | 10                       | 10                       | 91                       |                          |
| 2                        | Toyota                   | 10                       | 6                        | 3                        | 6                        | 6                        | 1                        | 6                        | 9                        | 16                       | 9                        | 3                        | 10                       | -                        | 85                       |                          |
| 3                        | Subaru                   | 7                        | 3                        | -                        | 11                       | -                        | 14                       | 3                        | 11                       | 3                        | -                        | 10                       | 3                        | -                        | 65                       |                          |
| 4                        | Ford                     | 7                        | 4                        | 10                       | 2                        | -                        | 2                        | 4                        | 4                        | 3                        | 4                        | 1                        | 2                        | 10                       | 53                       |                          |
| 5                        | SEAT                     | -                        | -                        | -                        | -                        | -                        | -                        | -                        | -                        | -                        | -                        | -                        | -                        | 1                        | 1                        |                          |

### Classement pilotes
| Classement pilotes | Classement pilotes   | Classement pilotes | Classement pilotes | Classement pilotes | Classement pilotes | Classement pilotes | Classement pilotes | Classement pilotes | Classement pilotes | Classement pilotes | Classement pilotes | Classement pilotes | Classement pilotes | Classement pilotes | Classement pilotes | Classement pilotes |
| Rang               | Pilotes              | MON                | SWE                | KEN                | POR                | ESP                | FRA                | ARG                | GRE                | NZL                | FIN                | ITA                | AUS                | GBR                | Total              |                    |
| ------------------ | -------------------- | ------------------ | ------------------ | ------------------ | ------------------ | ------------------ | ------------------ | ------------------ | ------------------ | ------------------ | ------------------ | ------------------ | ------------------ | ------------------ | ------------------ | ------------------ |
| 1                  | Tommi Mäkinen        | -                  | 10                 | -                  | -                  | 4                  | -                  | 10                 | -                  | 4                  | 10                 | 10                 | 10                 | -                  | 58                 |                    |
| 2                  | Carlos Sainz         | 10                 | 6                  | -                  | 6                  | -                  | -                  | 6                  | 3                  | 10                 | 6                  | 3                  | 6                  | -                  | 56                 |                    |
| 3                  | Colin McRae          | 4                  | -                  | -                  | 10                 | -                  | 10                 | 2                  | 10                 | 2                  | -                  | 4                  | 3                  | -                  | 45                 |                    |
| 4                  | Juha Kankkunen       | 6                  | 4                  | 6                  | -                  | -                  | -                  | 4                  | 4                  | 3                  | 4                  | -                  | 2                  | 6                  | 39                 |                    |
| 5                  | Didier Auriol        | -                  | 1                  | 3                  | -                  | 10                 | 1                  | -                  | 6                  | 6                  | 3                  | -                  | 4                  | -                  | 34                 |                    |
| 6                  | Richard Burns        | 2                  | -                  | 10                 | 3                  | 3                  | -                  | 3                  | -                  | -                  | 2                  | -                  | -                  | 10                 | 33                 |                    |
| 7                  | Piero Liatti         | 3                  | -                  | -                  | 1                  | -                  | 4                  | 1                  | 1                  | 1                  | -                  | 6                  | -                  | -                  | 17                 |                    |
| 8                  | Freddy Loix          | -                  | -                  | -                  | 4                  | 6                  | -                  | -                  | 2                  | -                  | -                  | -                  | 1                  | -                  | 13                 |                    |
| 9                  | Bruno Thiry          | 1                  | -                  | -                  | -                  | -                  | 2                  | -                  | -                  | -                  | -                  | 1                  | -                  | 4                  | 8                  |                    |
| 10                 | François Delecour    | -                  | -                  | -                  | -                  | -                  | 6                  | -                  | -                  | -                  | -                  | -                  | -                  | -                  | 6                  |                    |
| 11                 | Ari Vatanen          | -                  | -                  | 4                  | 2                  | -                  | -                  | -                  | -                  | -                  | -                  | -                  | -                  | -                  | 6                  |                    |
| 12                 | Gilles Panizzi       | -                  | -                  | -                  | -                  | 1                  | 3                  | -                  | -                  | -                  | -                  | 2                  | -                  | -                  | 6                  |                    |
| 13                 | Kenneth Eriksson     | -                  | 3                  | -                  | -                  | -                  | -                  | -                  | -                  | -                  | -                  | -                  | -                  | -                  | 3                  |                    |
| 13                 | Grégoire De Mévius   | -                  | -                  | -                  | -                  | -                  | -                  | -                  | -                  | -                  | -                  | -                  | -                  | 3                  | 3                  |                    |
| 15                 | Harri Rovanperä      | -                  | -                  | 2                  | -                  | -                  | -                  | -                  | -                  | -                  | -                  | -                  | -                  | 1                  | 3                  |                    |
| 16                 | Marcus Grönholm      | -                  | 2                  | -                  | -                  | -                  | -                  | -                  | -                  | -                  | -                  | -                  | -                  | -                  | 2                  |                    |
| 16                 | Philippe Bugalski    | -                  | -                  | -                  | -                  | 2                  | -                  | -                  | -                  | -                  | -                  | -                  | -                  | -                  | 2                  |                    |
| 16                 | Sebastian Lindholm   | -                  | -                  | -                  | -                  | -                  | -                  | -                  | -                  | -                  | -                  | -                  | -                  | 2                  | 2                  |                    |
| 19                 | Raimund Baumschlager | -                  | -                  | 1                  | -                  | -                  | -                  | -                  | -                  | -                  | -                  | -                  | -                  | -                  | 1                  |                    |
| 19                 | Thomas Rådström      | -                  | -                  | -                  | -                  | -                  | -                  | -                  | -                  | -                  | 1                  | -                  | -                  | -                  | 1                  |                    |